# 張鳳來 (正德進士)
張鳳來（1481年—？），字于廷，直隸蘇州府常熟縣人，明朝政治人物。

## 生平
正德十四年（1519年）己卯科應天府鄉試第四名舉人。正德十六年（1521年）联捷辛巳科二甲第十七名進士。

## 家族
曾祖張徇；祖父張珙，曾任壽官；父張綸，母趙氏。永感下。